# Jaguar XF
Jaguar XF – samochód osobowy klasy średniej-wyższej produkowany pod brytyjską marką Jaguar w latach 2007–2024.

## Pierwsza generacja

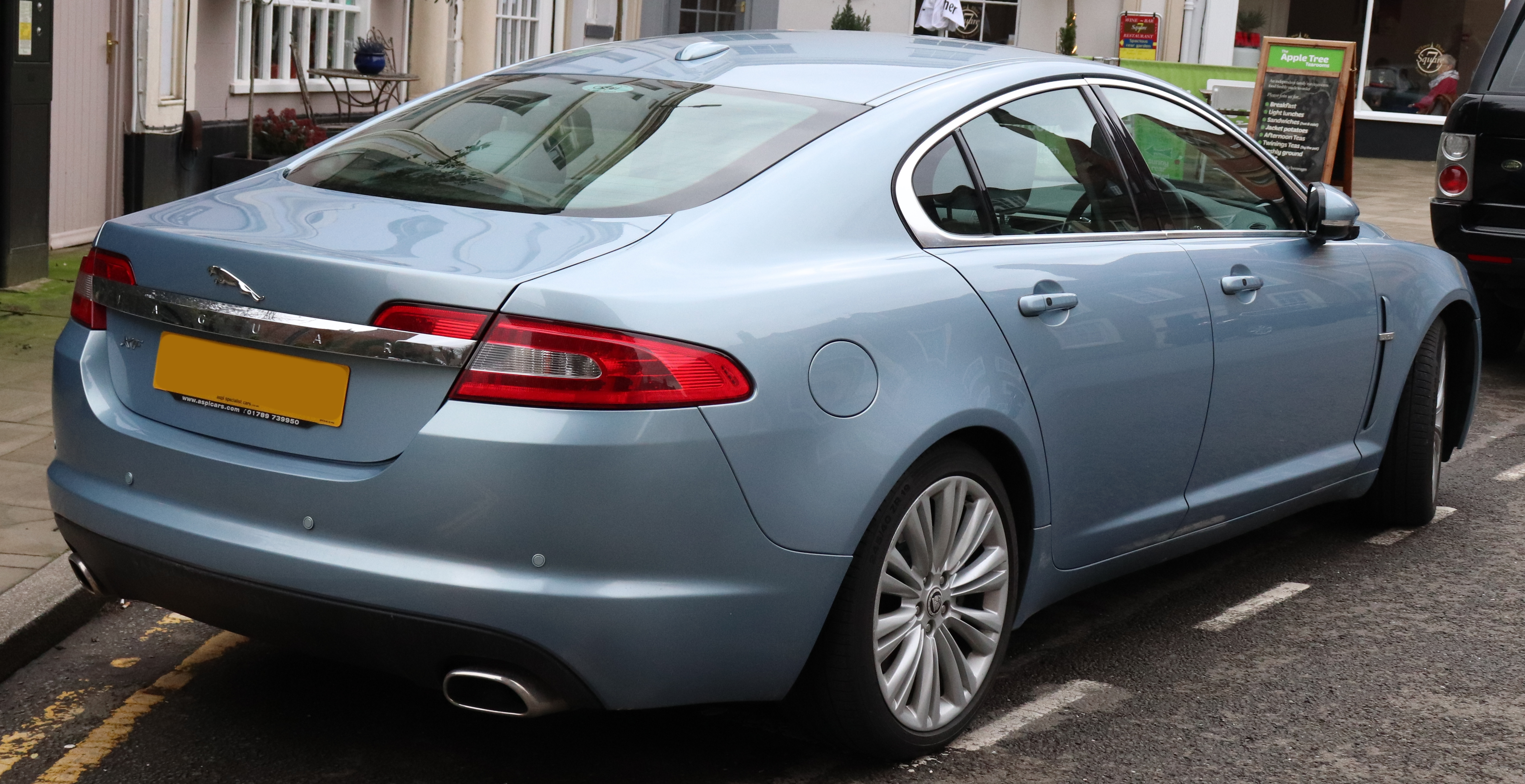
Jaguar XF I - tył

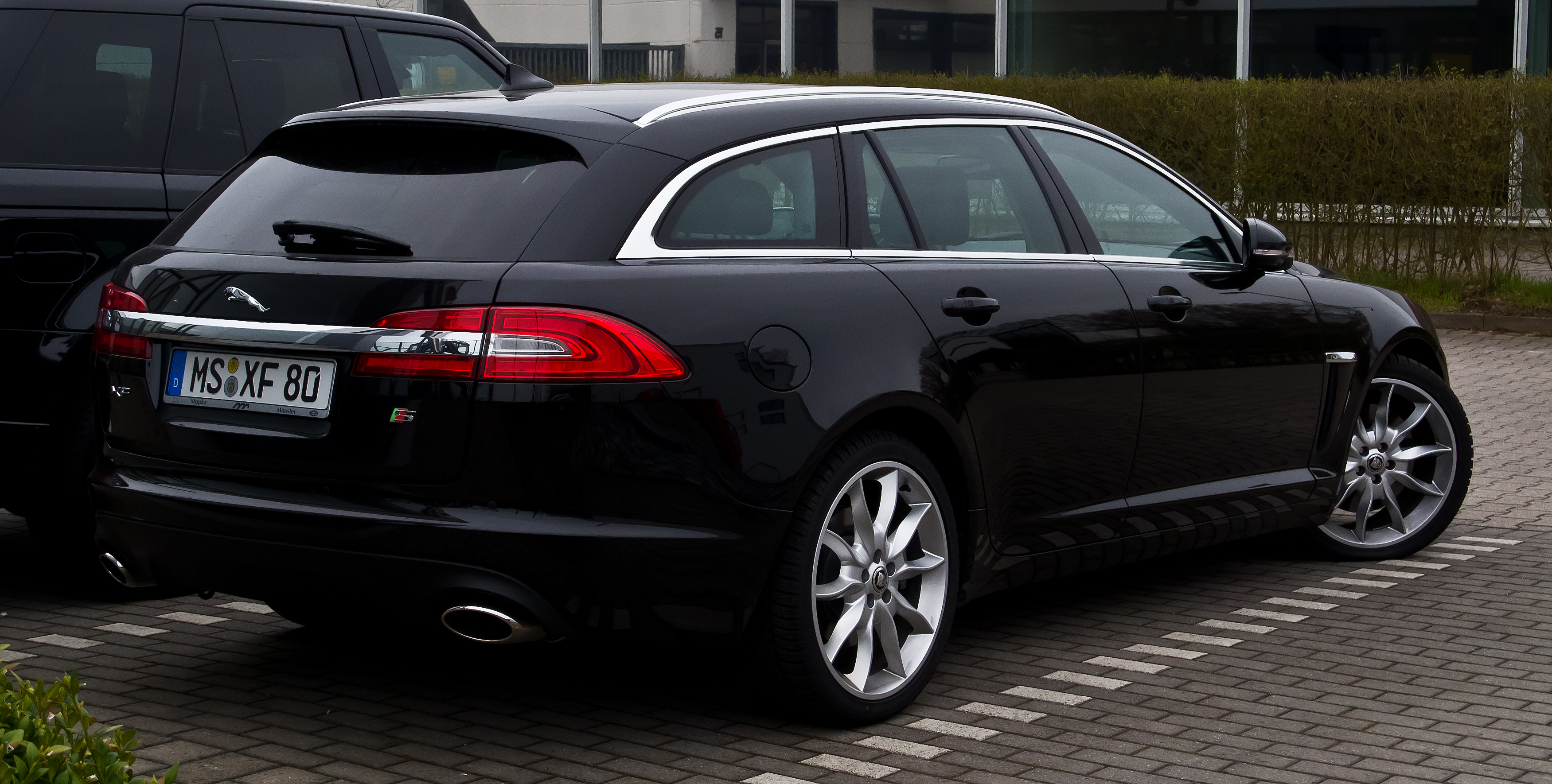
Jaguar XF I Kombi

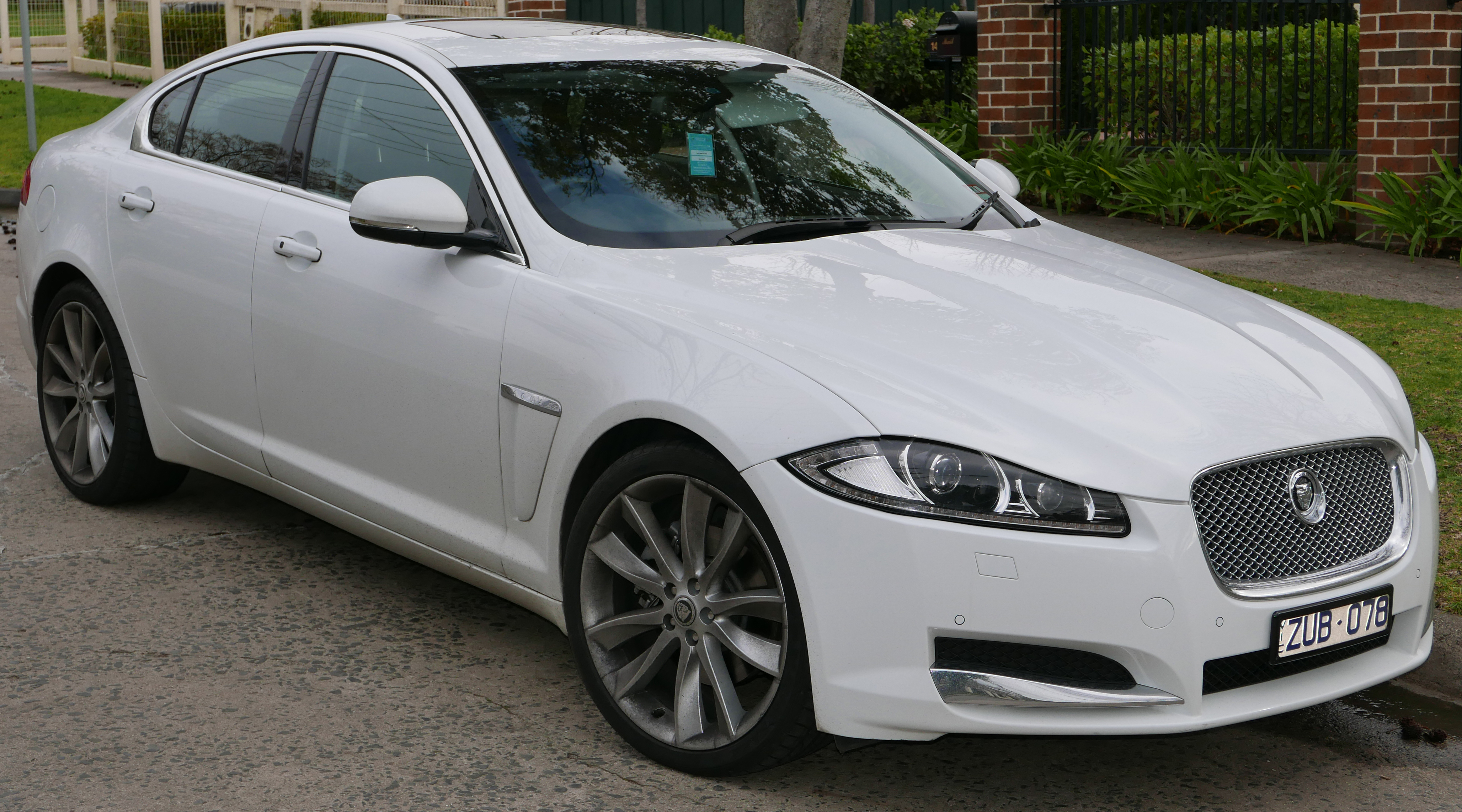
Jaguar XF I po liftingu

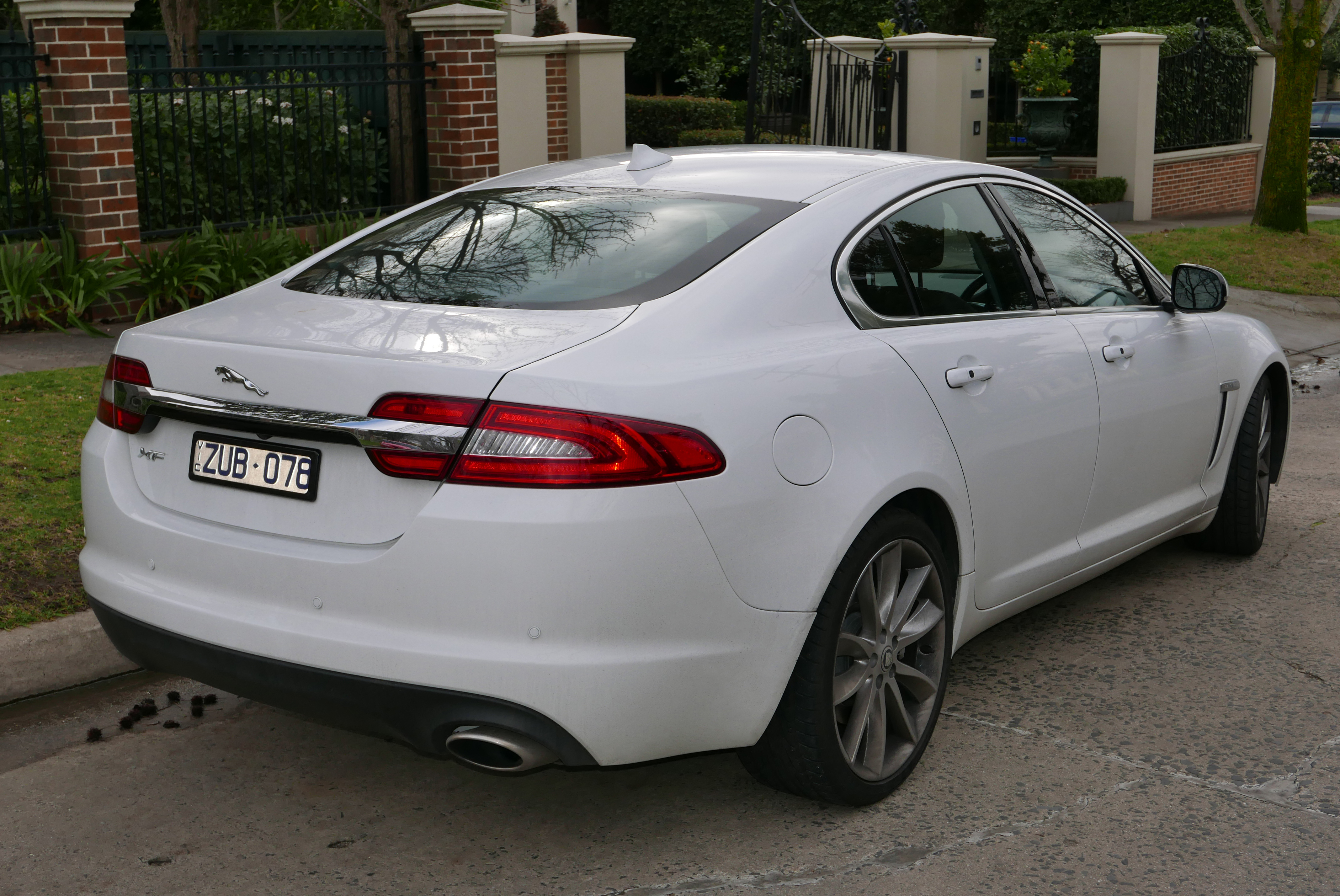
Jaguar XF I - tył po liftingu

Jaguar XF I został zaprezentowany po raz pierwszy w 2008 roku.
XF pierwszej generacji został po raz pierwszy oficjalnie zaprezentowany w 2007 roku podczas targów motoryzacyjnych we Frankfurcie.
Pierwsza prezentacja pojazdu w formie konceptu o nazwie C-XF miała miejsce podczas targów motoryzacyjnych w Detroit na początku 2007 roku. Wersja produkcyjna pojazdu zadebiutowała kilka miesięcy później we Frankfurcie. W stosunku do pierwowzoru zastosowany został zupełnie nowy pas przedni.
W 2011 roku podczas targów motoryzacyjnych w Nowym Jorku zaprezentowano wersję po face liftingu. Zmieniony został m.in. pas przedni pojazdu w którym zastosowane zostały zupełnie nowe reflektory, które wyposażono w światła do jazdy dziennej wykonane w technologii LED, zderzak i atrapę chłodnicy. Z tyłu również zmieniono zderzak oraz lampy, wykonane także w technologii LED. We wnętrzu pojazdu pojawiło się  nowe koło kierownicy oraz delikatnie przemodelowany wygląd panelu klimatyzacji.
W 2012 roku podczas targów motoryzacyjnych w Genewie zaprezentowana została wersja kombi pojazdu. W tym samym roku podczas targów motoryzacyjnych w Los Angeles zaprezentowana została wersja XFR-S, a dwa lata później zaprezentowano usportowioną wersję modelu kombi - XFR-S Sportbrake. Oba pojazdy wyposażone zostały w 5-litrowy silnik benzynowy w układzie V8 o mocy 542 KM.

### Wyposażenie
- SE
- Luxury
- Premium
- Premium Luxury
- Portfolio
- Premium Portfolio
- SV8
- Supercharged
- R
- XFR
- XFR-S
- Classic My'13
- Luxury My'13
- Premium Luxury My'13
- Portfolio My'13
- XFR My'13

W zależności od wybranej wersji wyposażeniowej pojazdu oraz rocznika modelowego, auto wyposażone mogło być m.in. w system ABS i ESP, elektryczne sterowanie szyb, elektryczne sterowanie lusterek, elektrycznie sterowaną klapę bagażnika wersji kombi, wielofunkcyjną kierownicę, skórzaną tapicerkę, klimatyzację, system unoszący maskę w przypadku potrącenia pieszego, elektroniczny hamulec postojowy, system monitorujący martwe pole, fotochromatyczne lusterko wsteczne oraz system nawigacji satelitarnej.

### Silniki
| Wersja                | Silnik:                              | Układ zasilania:   | Średnica × skok tłoka: | St. sprężania:     | Moc maksymalna:                         | Maks. moment obrotowy           | 0-100 km/h:        | V-max:             | Okres:    |
| Silniki benzynowe:    | Silniki benzynowe:                   | Silniki benzynowe: | Silniki benzynowe:     | Silniki benzynowe: | Silniki benzynowe:                      | Silniki benzynowe:              | Silniki benzynowe: | Silniki benzynowe: |           |
| --------------------- | ------------------------------------ | ------------------ | ---------------------- | ------------------ | --------------------------------------- | ------------------------------- | ------------------ | ------------------ | --------- |
| 2.0 Ti                | R4 2,0 l, DOHC                       | wtrysk             | 87.5 mm x 83.1 mm      | 9.3:1              | 241 KM (177 kW) przy 5500 obr./min      | 340 Nm przy 2000–4000 obr./min  | 7,9 s              | 240 km/h           | 2012-2015 |
| 3.0                   | V6 3,0 l (2967 cm³), DOHC            | wtrysk             | 89,00 mm × 79,50 mm    | 10,5:1             | 238 KM (175 kW) przy 6800 obr./min      | 293 N•m przy 4100 obr./min      | 8,3 s              | 237 km/h           | 2007-2011 |
| 3.0 SC                | V6 3,0 l (2995 cm³), DOHC, kompresor | wtrysk             | 84.5 mm × 89 mm        | 10.5:1             | 340 KM (250 kW) przy 6500 obr./min      | 450 N•m przy 3500-5000 obr./min | 5,9 s / 6,4 s AWD  | 249 km/h           | 2012-2015 |
| 4.2                   | V8 4,2 l (4196 cm³), DOHC            | wtrysk             | 86,00 mm × 96,30 mm    | 11,0:1             | 298 KM (219 kW) przy 6000 obr./min      | 411 N•m przy 4100 obr./min      | 6,5 s              | 250 km/h           | 2007-2010 |
| 4.2 S/C               | V8 4,2 l (4196 cm³), DOHC, kompresor | wtrysk             | 86,00 mm × 90,30 mm    | 9,1:1              | 416 KM (306 kW) przy 6250 obr./min      | 560 N•m przy 3500 obr./min      | 5,4 s              | 250 km/h           | 2007-2009 |
| 5.0                   | V8 5,0 l (5000 cm³), DOHC            | wtrysk             | 92,50 mm × 93,00 mm    | 11,5:1             | 385 KM (283 kW) przy 6500 obr./min      | 515 N•m przy 3500 obr./min      | 5,7 s              | 250 km/h           | 2009-2015 |
| 5.0 SC                | V8 5,0 l (5000 cm³), DOHC, kompresor | wtrysk             | 92,50 mm × 93,00 mm    | b.d.               | 470 KM (350 kW) przy 6000-6500 obr./min | 575 N•m przy 2000-5500 obr./min | 5,0 s              | 250 km/h           | 2011-2015 |
| 5.0 XFR               | V8 5,0 l (5000 cm³), DOHC, kompresor | wtrysk             | 92,50 mm × 93,00 mm    | 9,5:1              | 510 KM (375 kW) przy 6000-6500 obr./min | 625 N•m przy 2500-5000 obr./min | 4,7 s              | 250 km/h           | 2009-2015 |
| 5.0 XFR-S             | V8 5,0 l (5000 cm³), DOHC, kompresor | wtrysk             | 92,50 mm × 93,00 mm    | b.d.               | 550 KM (400 kW)                         | 680 N•m                         | 4,5 s              | 299 km/h           | 2009-2015 |
| Silniki wysokoprężne: |                                      |                    |                        |                    |                                         |                                 |                    |                    |           |
| 2.2 TDi               | R4 2,2 l, DOHC, turbo                | wtrysk common rail | b.d.                   | b.d.               | 163 KM (120 kW)                         | 400 N•m                         | 10,2 s             | 210 km/h           | 2012-2015 |
| 2.2 TDi               | R4 2,2 l, DOHC, turbo                | wtrysk common rail | b.d.                   | b.d.               | 190 KM (140 kW)                         | 450 N•m                         | 8,3 s              | 230 km/h           | 2011-2015 |
| 2.2 TDi               | R4 2,2 l, DOHC, turbo                | wtrysk common rail | b.d.                   | b.d.               | 200 KM (150 kW)                         | 450 N•m                         | 8,3 s              | 230 km/h           | 2012-2015 |
| 2.7 TDV6              | V6 2,7 l (2720 cm³), DOHC, turbo     | wtrysk common rail | 81,00 mm × 88,00 mm    | 17,3:1             | 207 KM (152 kW) przy 4000 obr./min      | 435 N•m przy 1900 obr./min      | 8,2 s              | 229 km/h           | 2007-2010 |
| 3.0 TDV6              | V6 3,0 l (2993 cm³), DOHC, turbo     | wtrysk common rail | b.d.                   | b.d.               | 211 KM (155 kW)                         | 450 N•m                         | 8,3 s              | 240 km/h           | 2010-2015 |
| 3.0 TDV6 500          | V6 3,0 l (2993 cm³), DOHC, turbo     | wtrysk common rail | 84,00 mm × 90,00 mm    | 16,0:1             | 240 KM (177 kW) przy 4000 obr./min      | 500 N•m przy 2000 obr./min      | 7,1 s              | 240 km/h           | ?         |
| 3.0 V6D 600           | V6 3,0 l (2993 cm³), DOHC, turbo     | wtrysk common rail | 84,00 mm × 90,00 mm    | 16,0:1             | 275 KM (202 kW) przy 4000 obr./min      | 600 N•m przy 2000 obr./min      | 6,4 s              | 250 km/h           | ?         |

## Druga generacja

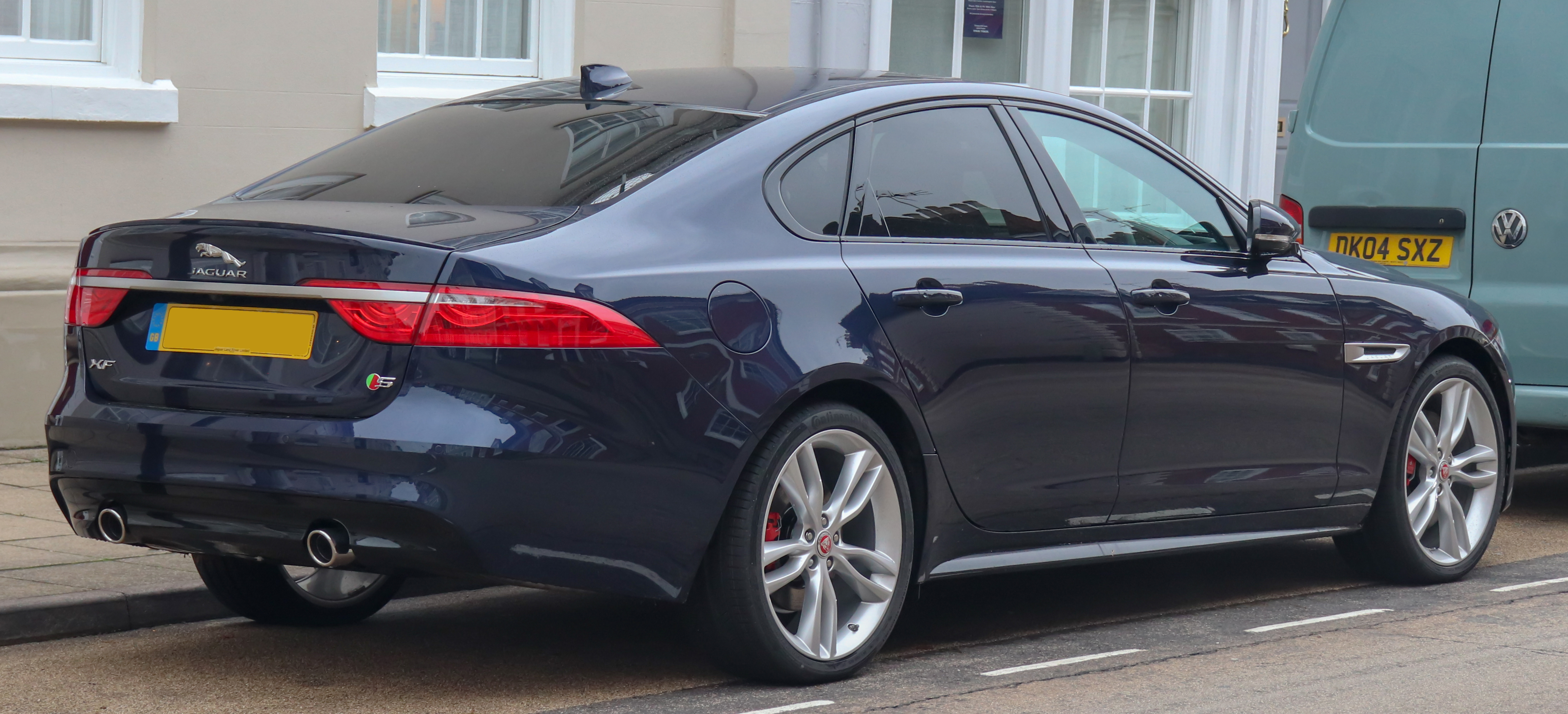
Jaguar XF II - tył

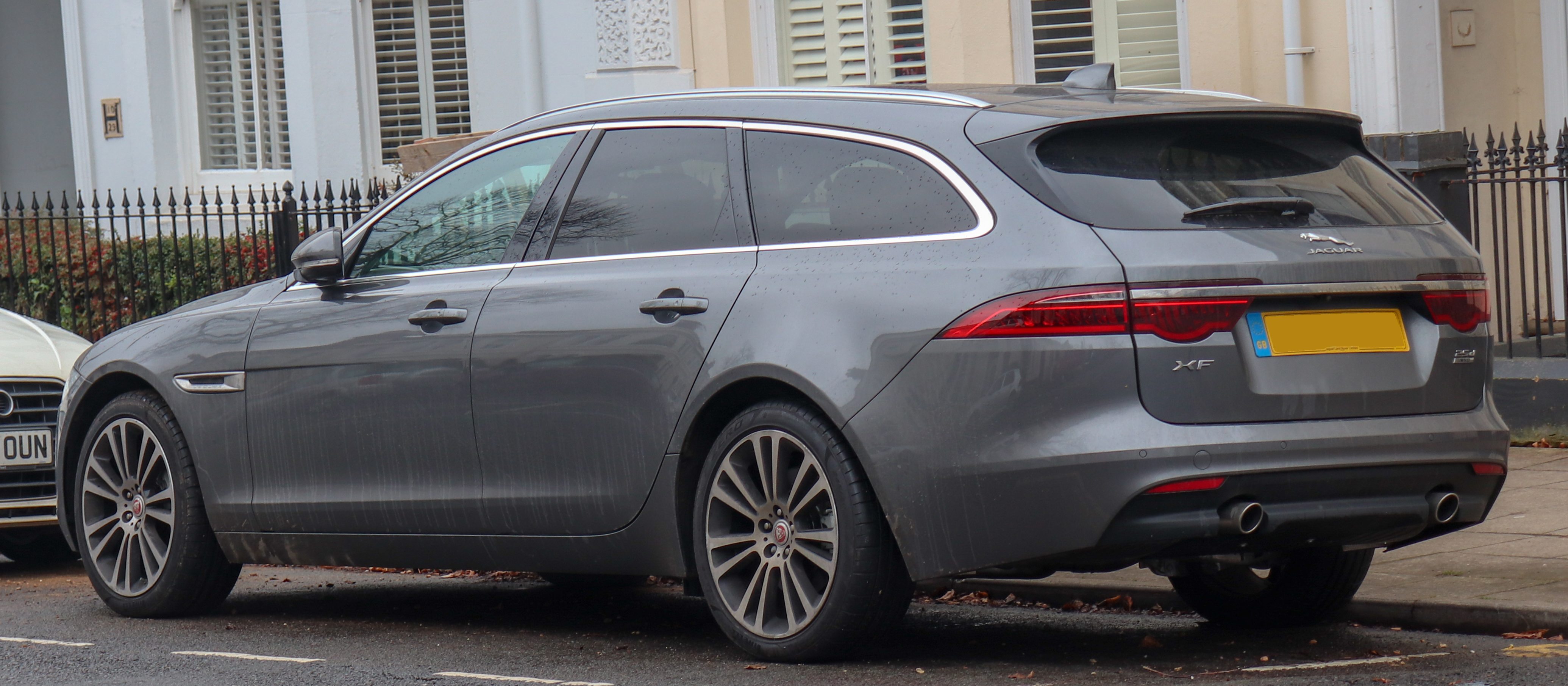
Jaguar XF II Kombi

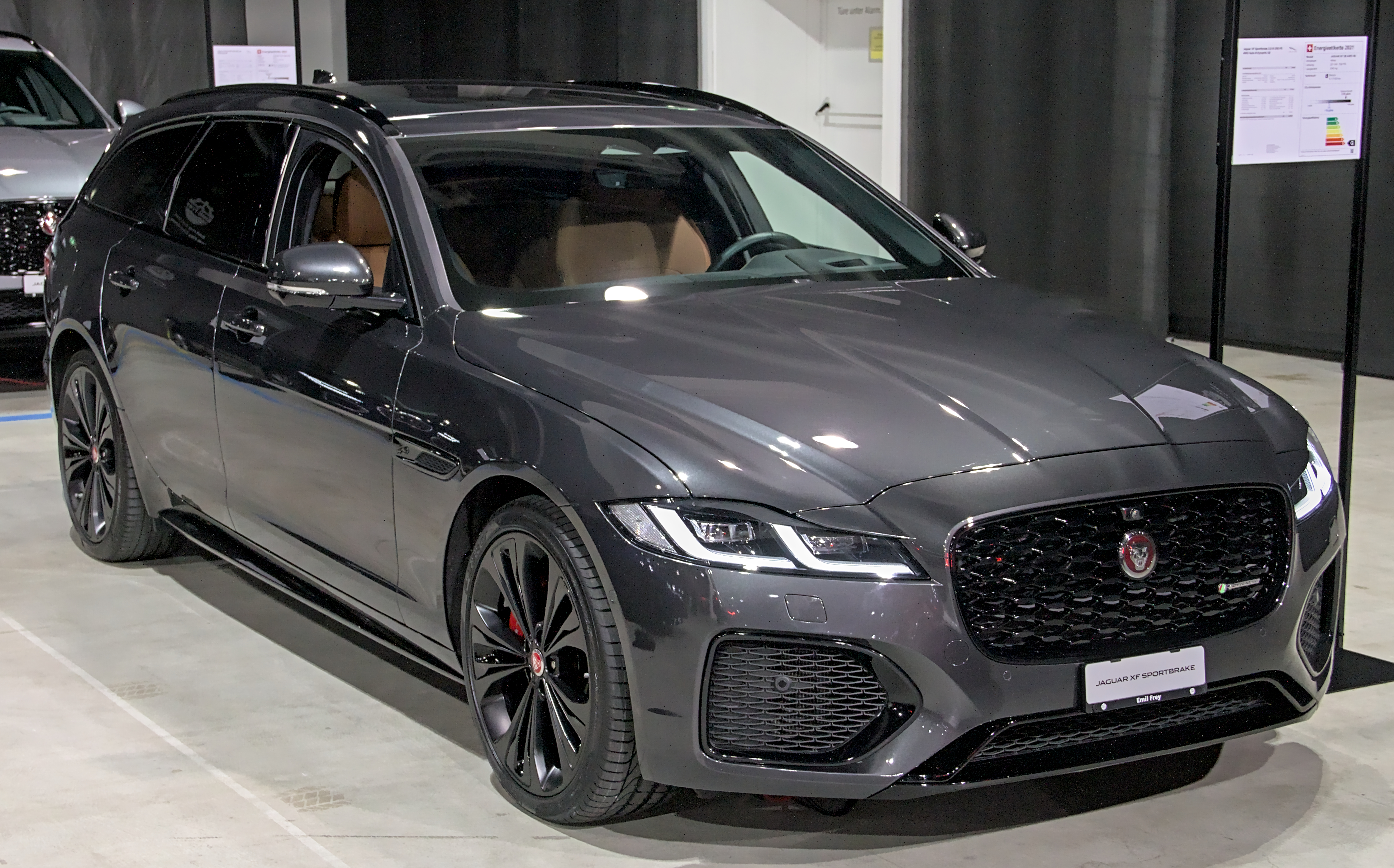
Jaguar XF II Kombi po liftingu

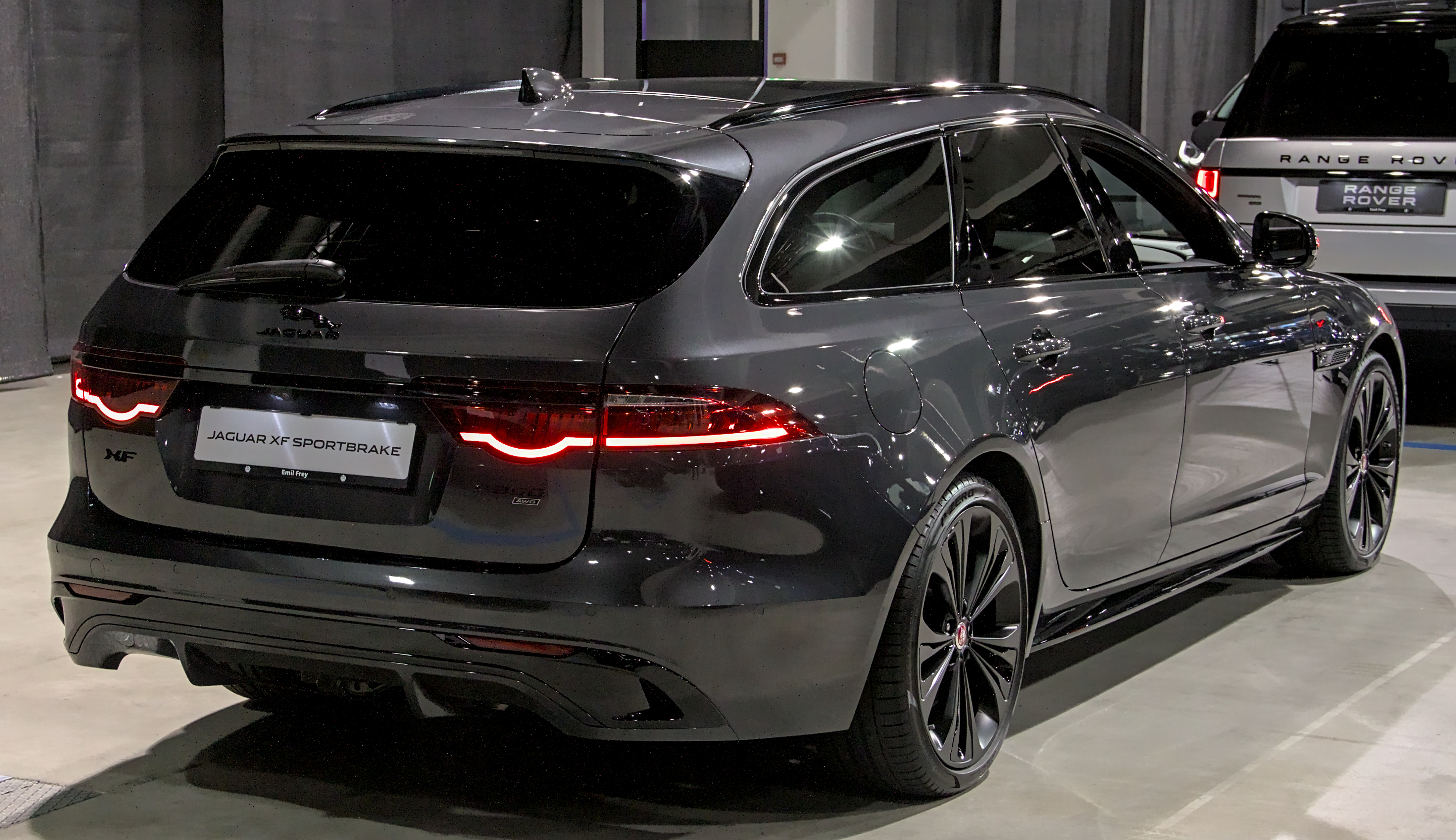
Jaguar XF II Kombi - tył po liftingu

Jaguar XF II został zaprezentowany po raz pierwszy w 2015 roku.
XF drugiej generacji został po raz pierwszy oficjalnie zaprezentowany podczas targów motoryzacyjnych w Nowym Jorku 1 kwietnia 2015 roku. 
Mimo niewielkich różnic w wyglądzie pojazdu od pierwszej generacji, auto zaprojektowane zostało od podstaw. Karoseria pojazdu została skrócona i obniżona, natomiast zwiększony został rozstaw osi.
W kwietniu 2016 roku podczas targów motoryzacyjnych w Pekinie zaprezentowano przeznaczoną na rynek chiński przedłużoną wersję XFL. Jej produkcję ulokowano w chińskiej fabryce Land Rovera w Changshu. W połowie 2017 roku zaprezentowana została wersja kombi pojazdu. Tylna część pojazdu wyróżnia się inaczej ukształtowanymi lampami oraz zderzakiem.

### Wyposażenie
- Pure
- Prestige
- Portfolio
- R-Sport
- S

Samochód wyposażony może być m.in. w system ABS i ESP, elektryczne sterowanie szyb, elektryczne sterowanie lusterek, 10,2-calowy ekran dotykowy systemu multimedialnego, 12,3-calowy wyświetlacz TFT zastępujący klasyczne zegary deski rozdzielczej, 17-głośnikowy system audio, zamontowane w zagłówkach przednich foteli dwa oddzielne ekrany, elektrycznie regulowana w czterech kierunkach tylna kanapa, a także wykonane w pełni w technologii LED reflektory, wielofunkcyjną kierownicę oraz skórzaną tapicerkę, hotspot Wi-Fi, system autonomicznego hamowania, asystenta ruchu, elektroniczny system rozpoznający zmęczenie kierowcy, system rozpoznający znaki drogowe, a także system monitorujący martwe pole.

### Silniki
| Silnik                | Pojemność skokowa [cm³] | Typ silnika        | Moc maksymalna [KM] (kW) przy obr./min | Maks. moment obrotowy [Nm] /przy obr./min | Przyspieszenie 0-100 km/h [s] |                    |                    |                    |                    |
| Silniki benzynowe:    | Silniki benzynowe:      | Silniki benzynowe: | Silniki benzynowe:                     | Silniki benzynowe:                        | Silniki benzynowe:            | Silniki benzynowe: | Silniki benzynowe: | Silniki benzynowe: | Silniki benzynowe: |
| --------------------- | ----------------------- | ------------------ | -------------------------------------- | ----------------------------------------- | ----------------------------- | ------------------ | ------------------ | ------------------ | ------------------ |
| 2.0                   | 1997                    | R4                 | 250 (184)/b.d.                         | 340/b.d.                                  | 7,0                           |                    |                    |                    |                    |
| 3.0 SC                | 2995                    | V6                 | 340 (250)/b.d.                         | 450/b.d.                                  | 5,4                           |                    |                    |                    |                    |
| 3.0 SC                | 2995                    | V6                 | 380 (279)/b.d.                         | 450/b.d.                                  | 5,3                           |                    |                    |                    |                    |
| Silniki wysokoprężne: |                         |                    |                                        |                                           |                               |                    |                    |                    |                    |
| 2.0 D                 | 1999                    | R4                 | 163 (120)/b.d.                         | 380/1750                                  | 8,7                           |                    |                    |                    |                    |
| 2.0 D                 | 1999                    | R4                 | 180 (132) 4000                         | 430/1750                                  | 8,0                           |                    |                    |                    |                    |
| 2.0 D biT             | 1999                    | R4                 | 240 (177) 4000                         | 500/1500                                  | 6,5                           |                    |                    |                    |                    |
| 3.0 D biT             | 2993                    | V6                 | 300 (221) 4200                         | 700/1750                                  | 6,2                           |                    |                    |                    |                    |